# Silvaco
 (janvier 2022).
Silvaco, Inc. est une société qui conçoit et commercialise des logiciels pour la conception assistée par ordinateur pour l'électronique (CAO), une branche que les américains ont baptisé TCAD ou EAD.
Ces logiciels sont destinés au développement de processus et de dispositifs électroniques. Ils peuvent également servir pour la conception de circuits intégrés de puissance, de mémoire et de signaux analogiques et mixtes.
Ces logiciels permettent d’élaborer et de prédire les performances des dispositifs à semi-conducteur à partir de modélisations avant leur fabrication industrielle.
Selon Les Echos (2000), Silvaco est l'un des « leaders mondiaux de la simulation des procédés dits d'interconnect et d'accélération de calculs ».

## Histoire
Fondée par le Dr Ivan Pesic en 1984, cette société est basée à Santa Clara, en Californie et est présente à l’international avec des bureaux en Amérique du Nord, en Europe ainsi qu’en Asie.
En 2000, l'entreprise crée un centre à Grenoble.
En 2003, Silvaco acquiert Simucad Inc, une entreprise fournissant des logiciels de simulation EDA. Le 17 février 2010, Simucad et SILVACO fusionnent pour devenir Silvaco, Inc..
En 2015, la société a acheté également Invarian, Inc. une société privée fournissant un logiciel d'analyse de puissance.
En 2016, Silvaco a ajouté la propriété intellectuelle de conception de semi-conducteurs (SIP) à son inventaire en rachetant la société privée IPextreme Inc. Elle a aussi signé un accord de distribution pour l'Inde avec Cognitive Technology.
En 2018, Silvaco fait l'acquisition de NanGate (en).
En 2020, Silvaco gagne les actifs de Coupling Wave Solutions S.A., une société privée fournissant un logiciel d'analyse du bruit du substrat de silicium.
En 2022, le 21 août la centre Silvaco Grenoble est dissout.

### Une société familiale
Depuis le décès de Ivan Pesic en 2012, l'entreprise a été dirigée par divers managers, mais elle continue à appartenir à la famille Pesic qui ne divulgue aucune information concernant la structure du capital. Kathy Pseic est présidente du conseil d'administration, assistée de son fils Iliya.

### Une société jalouse de ses secrets industriels
La société fait des procès aux concurrents qui utilisent ou dévoilent ce qu'ils estiment être des secrets professionnels de leur business,.

## Les logiciels de Silvaco
Silvaco détient des logiciels qui permettent de construire et prévoir les performances des dispositifs à semi-conducteur et utilisent des modèles physiques avec des méthodes et des algorithmes numériques très efficaces.
Les résultats de simulations obtenus sont très proches de la réalité. Le grand avantage de Silvaco est de donner la possibilité de visualiser des phénomènes physiques qui peuvent être difficilement observables expérimentalement. Il peut être également considéré comme un gain de temps dans de nombreux projets de recherche car il n’y a pas besoin de manipuler de matériaux.
Silvaco offre plusieurs modules comme par exemple ATHENA et ATLAS.

### ATHENA
ATHENA est un simulateur qui propose des capacités générales pour la simulation numérique, physique et  du traitement des semi-conducteurs.
Celui-ci délivre des possibilités générales pour la simulation des processus utilisés dans l’industrie des semi-conducteurs : diffusion oxydation, implantation ionique, gravure, lithographie et procédé de dépôt. Il permet ainsi de simuler les différentes étapes effectuées en salles blanches et d’obtenir la structure du dispositif.
Le programme de simulation des différentes étapes technologiques et les phénomènes physiques s’établit avec le modèle DECKBUILD.
La visualisation de la structure et des paramètres physiques avec le module TONYOPLOT.
Les utilisateurs de l'outil de simulation doivent déterminer le problème à simuler. Ils spécifient le problème en définissant les éléments suivants :
- La géométrie initiale de la structure à simuler.
- La séquence des étapes du processus (par exemple, implantation, gravure, diffusion qui doivent être simulées).
- Les modèles physiques à utiliser.

### ATLAS
ATLAS est un simulateur de dispositifs semi-conducteurs basé sur les principes physiques à deux ou trois dimensions. Il prédit le comportement électrique associé à la structure physique dans des conditions spécifiques. Il permet cela par le partitionnement du dispositif spécifié par un maillage de grille de deux ou trois dimensions. Ensuite, ATLAS applique un ensemble d’équations différentielles, fondées sur les lois de Maxwell pour simuler le transport des porteurs de charge à travers la structure.
Là aussi, l’interface d’ATLAS est fourni par l’environnement exécutable DECKBUILD de Silvaco via un fichier texte ASCII. La structure et les entrées de commandes à ATLAS sont nécessaires pour simuler un dispositif.
Les données de la structure contiennent les dimensions, les caractéristiques des matériaux et les paramètres du maillage du dispositif étudié.
L’ordre dans lequel les déclarations (lignes de codes) sont spécifiées est important et doit être conforme aux étapes suivantes : spécifications structurales, spécifications des modelés de matériaux, sélection de la méthode numérique, spécification des solutions, puis l’analyse des résultats.
De même, l’ordre dans chacune de ces spécifications est également important. Par exemple, lors de l’identification des spécifications de la structure, l’ordre de commande nécessaire est : le maillage, les régions, les électrodes, puis le dopage. Le non-respect de cet ordre spécifié se traduira par des déclarations ignorées, des résultats des simulations erronés.
Enfin, ATLAS est souvent utilisé en conjonction avec le simulateur de processus ATHENA.

### DECKBUILD
DECKBUILD est un outil qui autorise l’utilisateur à aller de la simulation de processus à la simulation de dispositifs jusqu’à l’extraction de modèles.
Il est facile d’utiliser l’environnement de l’exécution pour exécuter des simulateurs de base comme ATLAS. DECKBUILD contribue à créer des fichiers d’entrées et comprend également un grand nombre d’exemples pour tous les types de technologies.

### TONYPLOT
TONYPLOT est un outil de visualisation et d’analyse graphique 1D et 2D des résultats des simulation. Il fournit des fonctionnalités complètes pour la visualisation et l’analyse des outputs du simulateur. Les données peuvent être tracées selon l’envie de l’utilisateur et comporte une fonction de superpositions et aide à comparer plusieurs simulations sur le même graphique.